# Caripeta interalbicans
Caripeta interalbicans là một loài bướm đêm trong họ Geometridae.